# Keiko Kitagawa
Keiko Kitagawa (北川 景子 Kitagawa Keiko?,  Kōbe, Prefectura de Hyōgo, 22 de agosto de 1986) es una actriz y exmodelo japonesa, que llegó a la fama modelando para revistas adolescentes. Comenzó su carrera como modelo para revistas adolescentes, actividad a la que se dedicó desde finales de 2003 hasta mediados de 2006. Su primer rol como actriz fue en la serie Pretty Guardian Sailor Moon (2003). Después de actuar en el filme Mamiya Kyōdai, dejó el modelaje para concentrarse en la actuación. Como actriz, destacan sus apariciones en películas como The Fast and the Furious: Tokyo Drift (2006) y Dear Friends (2007), en esta última como protagonista.

## Biografía

### Vida y carrera
Kitagawa nació el 22 de agosto de 1986 en la ciudad de Kōbe, Hyōgo. Su familia se compone de sus padres y un hermano menor. Creció en Kōbe, donde experimentó el Gran terremoto de Hanshin-Awaji en 1995, desastre que ocasionó la muerte de varios de sus amigos. De niña deseaba convertirse en doctora, pero cuando durante la secundaria no se sentía segura si podría hacerlo, tampoco estaba segura de que haría en el futuro. Alrededor de esta época, una agencia de talentos la descubrió y decidió probar en el mundo del entretenimiento. En un comienzo sus padres se opusieron, pero luego le dieron el permiso y le pusieron dos condiciones: que si en un año no le iba bien, que lo abandonara y que termine sus estudios y se gradue de la universidad. Ella ha cumplido con la mitad de la promesa, y se graduó de la Universidad de Meiji en marzo de 2009.
El límite de tiempo de un año no resultó ser un problema. Dentro de una semana o más de unirse a una agencia, había sido seleccionada como modelo y actriz. En 2003, fue elegida Miss Seventeen, lo que la llevó a trabajar como modelo de la revista hasta su graduación en septiembre de 2006. En la última parte de la carrera, ella tenía su propia característica regular, "Keiko's Beauty Honey".
Debutó en televisión con el papel de Rei Hino en la adaptación live action de Sailor Moon, que dio comienzo a su carrera como actriz. Su primer papel importante en el cine fue en Mamiya Kyōdai, y como resultado de la influencia del director, Yoshimitsu Morita, decidió concentrarse en la actuación en lugar de modelar. Inicialmente se concentró en películas, incluidos sus papeles principales en Cherry Pie y Dear Friends. Su primer papel protagonista fue en el drama de televisión de última hora, Mop Girl a finales de 2007. En 2008, se le otorgó el papel de heroína en el drama Homeroom on the Beachside, emitido los lunes a las 21:00 por Fuji Television durante la temporada de verano.
Se mudó a Tokio cuando comenzó a trabajar como actriz y modelo, y ha vivido allí desde entonces. Viajó a California para el rodaje de The Fast and the Furious: Tokyo Drift y regresó allí para estudiar inglés durante un par de meses a principios de 2006. De mayo a diciembre de 2007, escribió una columna titulada "Keytan Hakusho" para la revista de listados de televisión semanal japonesa Weekly The Television.
Se ha descrito a sí misma como una persona que se queda en casa y le gusta mirar DVD, escuchar música y leer libros. Cuando se le preguntó qué haría si el mundo se acabara mañana, dijo "leer libros". Está representada por Stardust Promotion.
El 11 de enero de 2016 se casó con el cantautor Daigo.
El 22 de abril de 2020, anunció que está embarazada de su primer bebé. El 7 de septiembre de ese mismo año, dio a luz a una niña.

## Filmografía

### Películas
- 2006 : Mamiya Kyōdai - Yumi Honma.
- 2006 : Mizu ni Sumu Hana - Rikka Mizuchi.
- 2006 : The Fast and the Furious: Tokyo Drift - Reiko.
- 2006 : Cherry Pie - Kiyohara.
- 2007 : Dear Friends - Rina.
- 2007 : Sono Toki ha Kare ni Yoroshiku - Momoka Katsuragi
- 2007 : Southbound - Youko Uehara.
- 2007 : Heat Island - Nao.
- 2008 : Handsome Suit - Hiroko Hoshino.
- 2009 : Orion in Midsummer - Izumi Kuramoto / Shiduko Arisawa.
- 2013 : Roommate - Harumi Hagio
- 2023 - Pretty Guardian Sailor Moon Cosmos: The Movie - Sailor Cosmos y Guardiana Cosmos (Voz)

### Televisión
- 2003/2004 : Pretty Guardian Sailor Moon - Rei Hino/Sailor Mars
- 2007 : Mop Girl -Momoko Hasegawa
- 2008 : Taiyō to Umi no Kyōshitsu - Wakaba Enokido
- 2009 : Buzzer Beat: Gakeppuchi no Hero - Shirakawa Riko

### DVD
- 2004/2005: Bishoujo Senshi Sailor Moon Live Action vol. 1 a 12.
- 2004: Bishoujo Senshi Sailor Moon: Kirari Super Live
- 2004: lllBishoujo Senshi Sailor Moon: Special Act
- 2005: Bishoujo Senshi Sailor Moon: Act Zero
- 2006: Mizu ni Sumu Hana
- 2006: Mamiya Kyōdai
- 2006: The Fast and the Furious: Tokyo Drift
- 2007: Cherry Pie
- 2007: Dear Friends
- 2008: Sono Toki ha Kare ni Yoroshiku
- 2008: Southbound
- 2008: Heat Island